# Bruce Cohen
Bruce Cohen (ur. 23 września 1961 w Falls Church) – amerykański producent filmowy, telewizyjny i teatralny, znany głównie jako współlaureat Oscara w 1999 roku za film American Beauty.
Bruce rozpoczął karierę producenta filmowego w 1985 roku. W ciągu następnych lat osiągnął znaczną renomę wśród osób związanych z przemysłem filmowym. Do największych filmów, w których Bruce brał udział jako producent, należą m.in. Życie, którego nie było oraz Duża ryba.
W 2009 roku został nominowany do Oscara za film Obywatel Milk.
Od 2005 roku posiada własnego bloga w Huffington Post.

## Wybrana filmografia
- American Beauty (1999)
- Do diabła z miłością (2003)
- Duża ryba (2003)
- Życie, którego nie było (2004)
- Obywatel Milk (2008)
- Poradnik pozytywnego myślenia (2012)